# Preludio y fuga en mi menor, BWV 548

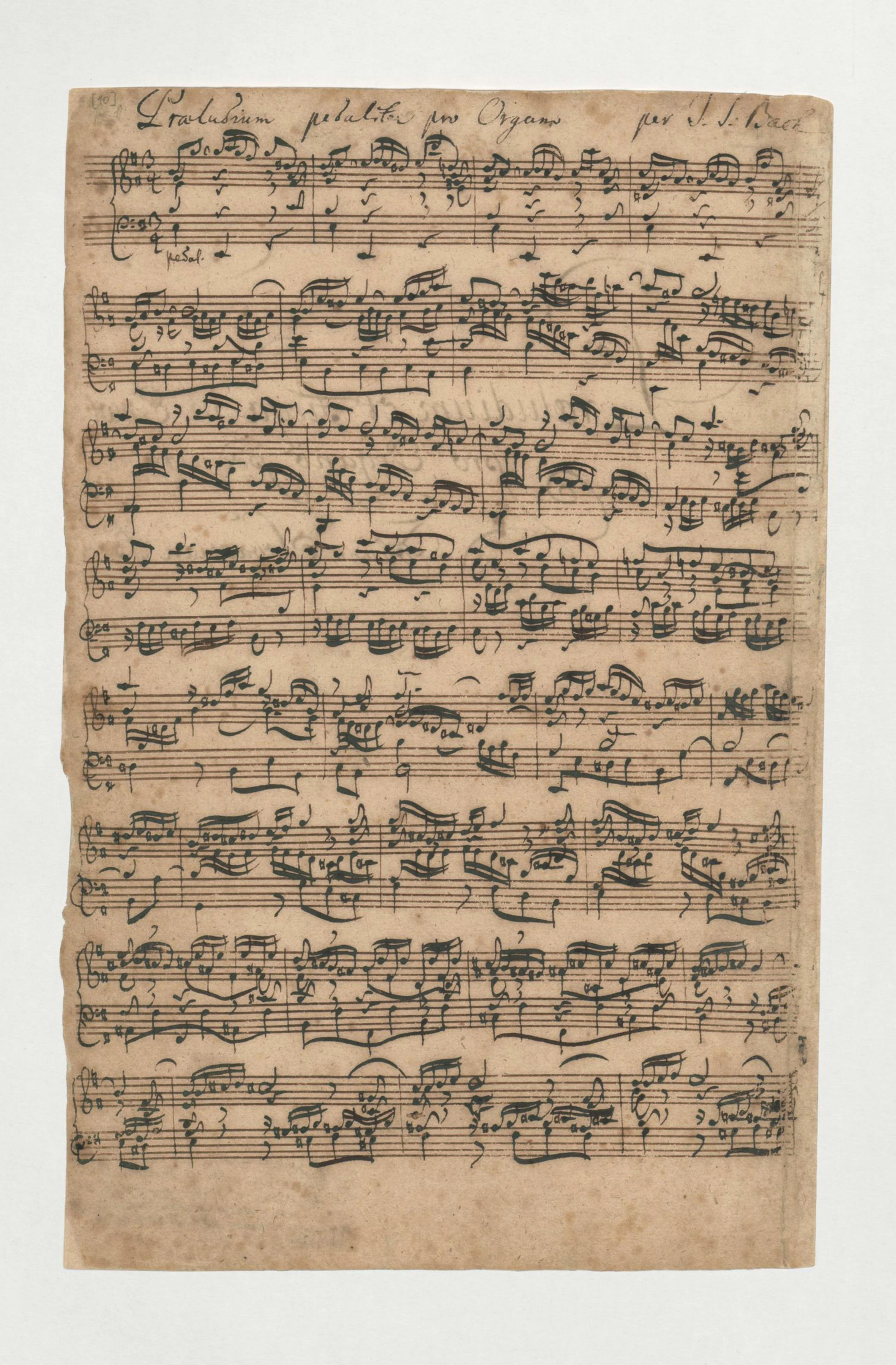
Inicio del Preludio BWV 548, de la mano de Johann Sebastian Bach.

El Preludio y Fuga en mi menor, BWV 548, es una pieza de música para órgano escrita por Johann Sebastian Bach entre 1727 y 1736, durante su estancia en Leipzig. La obra a veces se llama «la cuña» debido al movimiento cromático hacia afuera del tema de la fuga. A diferencia de la mayoría de sus otros preludios y fugas para órgano, se conserva la copia en limpio autógrafa de la partitura, aunque la escritura cambia veintidós compases en la fuga gracias a mano de Johann Peter Kellner, un posible alumno y conocido de Bach que desempeñó un papel importante a la hora de copiar sus manuscritos. Debido al gran alcance de la obra, se la ha denominado «una sinfonía en dos movimientos» para órgano.

## Historia
El manuscrito autógrafo, junto con el del Preludio y fuga en si menor, BWV 544, que se cree fue escrito en la misma época, comparten la misma marca de agua y el mismo estilo de escritura, lo que apunta al período de composición entre 1727 y 1731. Christoph Wolff sugirió que la obra fue compuesta para el órgano de la iglesia universitaria de Leipzig.

## Composición

### Preludio
La estructura del preludio se considera una de las más intrincadas en su género. Tiene un estilo en forma de concierto- ritornelo similar a otras obras de órgano de madurez, como los preludios BWV 544 y BWV 546, con el tema inicial homofónico que se repite entre distintas secuencias polifónicas.

### Fuga

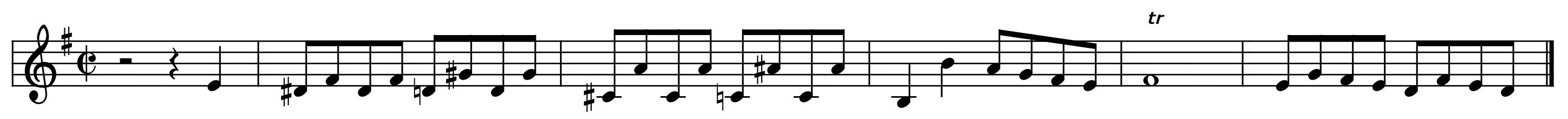
El tema de la fuga, por cuya forma la composición ha adquirido su nombre - «La cuña».

El subtítulo de la obra, conocida como «la cuña», se refiere a la primera mitad del tema de la fuga, que se abre como una especie de cuña cromática que se ensancha alrededor del punto tónico. La tradición de cuartas cromáticas descendentes en los temas de fuga en mi menor de Bach incluyen la tocata para clavecín BWV 914, el Preludio y fuga, BWV 855 de El clave bien temperado, libro primero, así como el movimiento «Un poco allegro» de la Sonata para órgano BWV 528. La fuga, con 231 compases, se encuentra entre las fugas para órgano más largas y elaboradas del compositor. El movimiento es único en el sentido de que tiene una estructura tripartita, siendo la tercera sección en da capo una repetición nota por nota de la primera. La segunda sección lleva de forma repentina a la pieza a un episodio de más de cien compases de pasajes rápidos, parecidos a una tocata, de gran virtuosismo, con el pasaje en cascada que de vez en cuando da paso al tema.

## Recepción
Albert Schweitzer describió ambos movimientos como «tan poderosos en diseño y con tanta fuerza combinada con su poder, que el oyente solo puede captarlos después de varias escuchas». Philipp Spitta se refirió a la obra como una «sinfonía en dos movimientos», comentando la «energía vital» de la obra y la naturaleza «extremadamente atrevida» del tema de la fuga. Peter Williams atribuyó el «poder fascinante» de la obra al «equilibrio entre los dos movimientos fácil de apreciar».

## Arreglos

### Transcripciones para piano
La pieza ha sido incluida en las transcripciones de Franz Liszt de los seis «Grandes» Preludios y Fugas para órgano de Bach, BWV 543-548, para piano solo (S. 462). Ivan Karlovitsch Tscherlitzky también transcribió la pieza.

### Arreglos de tríos de Bach
La pieza ha sido arreglada para mandolina, violonchelo y contrabajo, e interpretada por Chris Thile, Yo-Yo Ma y Edgar Meyer respectivamente para su álbum de 2017 Bach Trios, lanzado por Nonesuch Records.